# Azade Namdari
Azade Namdari o Azadeh Namdari (en persa: آزاده نامداری‎; 30 de noviembre de 1984 – 26 de marzo de 2021) fue una actriz y presentadora de televisión iraní.

## Controversia
El 25 de julio de 2017 salió a la luz un vídeo en el que se veía a Namdari bebiendo cerveza sin hiyab durante sus vacaciones en Suiza. El suceso suscitó reacciones en las redes sociales, ya que abogaba por el chador negro y el código de vestimenta islámico obligatorio en Irán.

## Muerte
Azadeh Namdari murió el 26 de marzo de 2021, a la edad de 36 años. Según los medios de comunicación iraníes, su cadáver fue descubierto 48 horas después de su muerte en su apartamento de la zona de Saadatabad, en el oeste de Teherán. Mehr News Agency citó a una "fuente informada" que afirmó que la causa de la muerte fue un suicidio.